# Róża Ratajczak
Róża Joanna Ratajczak (ur. 1 września 1991 w Krakowie) – polska koszykarka występująca na pozycji rzucającej.

## Osiągnięcia
Stan na 24 kwietnia 2022, na podstawie, o ile nie zaznaczono inaczej.

### Drużynowe
Seniorskie
- Brązowa medalistka mistrzostw Polski (2012)[2]
- Finalistka Pucharu Polski (2011, 2015[3])
- Uczestniczka międzynarodowych rozgrywek Euroligi (2014/2015)
- 2. miejsce w I lidze (2008 – awans do PLKK)[4]

Młodzieżowe
- Brązowa medalistka mistrzostw Polski juniorek (2009)

### Indywidualne
- MVP mistrzostw Polski juniorek (2009)[5]
- Zaliczona do I składu mistrzostw Polski juniorek (2007, 2008)[6][7]

### Reprezentacja
- Uczestniczka mistrzostw Europy:
  - U–18 (2008 – 8. miejsce, 2009 – 12. miejsce)[8][9]
  - U–16 (2006 – 6. miejsce, 2007 – 10. miejsce)[10][11]